# ويليام شابمان (مغني)
ويليام شابمان (بالإنجليزية: William Chapman)‏ هو مغني ومغني أوبرا أمريكي، ولد في 30 أبريل 1923، وتوفي في 24 أبريل 2012.

## وصلات خارجية
- ويليام شابمان على موقع IMDb (الإنجليزية)
- ويليام شابمان على موقع IMDb (الإنجليزية)
- ويليام شابمان على موقع ميوزك برينز (الإنجليزية)
- ويليام شابمان على موقع قاعدة بيانات برودواي على الإنترنت (الإنجليزية)